# BAS-200
BAS-200 (ros. Беспилотная Авиационная Система – pol. bezzałogowy system lotniczy) – rosyjski dron w układzie śmigłowca.

## Historia
Prace nad nową konstrukcją został zlecone przez Rostech biurom konstrukcyjnym Mila i Kamowa (w ramach holdingu Russian Helicopters). Rosyjscy konstruktorzy dążyli do stworzenia konstrukcji mogącej służyć do transportu znacznie większych ładunków niż te przenoszone przez multikoptery. W założeniu nowa konstrukcja miała też służyć do prowadzenia obserwacji niezależnie od pory dnia, prowadzenia pomiarów, poszukiwań i ratownictwa a także miała posiada możliwość rozgłaszania informacji w czasie rzeczywistym.
Dron został po raz pierwszy zaprezentowany na Międzynarodowym Salonie Lotniczo-Kosmicznym MAKS-2021. W tym samym roku rozpoczęto testy maszyny w locie oraz podpisano umowę z Pocztą Rosji na testowanie BAS-200 w zakresie dostarczana przesyłek. W grudniu 2021 roku na BAS-200 zainstalowano wyposażenie do poszukiwań geofizycznych i sprawdzono jego działanie. W czerwcu 2022 roku Rostech rozpoczął testy certyfikacyjne śmigłowca. Testy prowadzono w skrajnie trudnych warunkach, dron wykazał zdolność lotu w skrajnie niskich i wysokich temperaturach, łączność dwustronna jest zachowana do dystansu 80 km a przy przekazywaniu nadzoru nad lotem BAS-200 kolejnym stacjom naziemnym lot kontrolowany można wydłużyć do 400 km.
29 grudnia 2022 r. dron otrzymał certyfikat typu. 11 czerwca 2023 r. Jakucja wyraziła zainteresowanie zakupem BAS-200.